# Pitton
Pitton är en by i Wiltshire distrikt i Wiltshire grevskap i England. Byn är belägen 7,1 km 
från Salisbury. Orten har 520 invånare (2016).